# Agro caleno
Agro Caleno è una zona territoriale della provincia di Caserta.

## Geografia
L'Agro caleno ha una superficie di 152,02 km² ed è caratterizzato dalla presenza ad est del massiccio dei Monti Trebulani, ad ovest del vulcano di Roccamonfina e della pianura dell'agro Falerno e a sud della pianura campana, una delle terre più fertili di tutta la regione. Ha un'altitudine che varia dai 4 ai 1037 m s.l.m. del Monte Maggiore.
I comuni che fanno parte dell'Agro sono:
| Comune             | Frazioni                                                                   | Abitanti | Estensione | Altitudine   |
| ------------------ | -------------------------------------------------------------------------- | -------- | ---------- | ------------ |
| Calvi Risorta      | Petrulo, Visciano, Zuni                                                    | 5 650    | 15,96 km²  | 106 m s.l.m. |
| Camigliano         | Falchi di Camigliano, Leporano                                             | 1 962    | 6,02 km²   | 80 m s.l.m.  |
| Francolise         | Ciamprisco, Montanaro, Sant'Andrea del Pizzone                             | 4 886    | 40,93 km²  | 103 m s.l.m. |
| Giano Vetusto      | Masserie Tabasso                                                           | 638      | 10,93 km²  | 225 m s.l.m. |
| Pastorano          | Pantuliano, San Secondino, Torre Lupara                                    | 3 057    | 14,02 km²  | 67 m s.l.m.  |
| Pignataro Maggiore | Vinnoli, Rarone, Monte Oliveto, Masseria Arianova, La Pagliara, Partignano | 5 965    | 32,38 km²  | 93 m s.l.m.  |
| Rocchetta e Croce  | Croce, Val d'Assano                                                        | 445      | 13,01 km²  | 459 m s.l.m. |
| Sparanise          | –                                                                          | 7 336    | 18,77 km²  | 65 m s.l.m.  |

## Archeologia
È ubicato nell'agro caleno il sito archeologico dell'antica Cales.